# Schwarz Weiß (Christina-Stürmer-Album)
Schwarz Weiß ist das dritte Album der österreichischen Pop-Rock-Sängerin Christina Stürmer. Es zählt allerdings nicht als Studioalbum, da es großteils nur ältere Lieder speziell für das Ausland präsentiert und daher auch nicht in Österreich erschien. Es wurde am 30. Mai 2005 als Stürmers erste Albumveröffentlichung außerhalb von Österreich veröffentlicht und erreichte Platz 3 in den deutschen Album-Charts.

## Hintergrund
Die erste Veröffentlichung eines Albums der Sängerin außerhalb Österreichs war 52 Wochen in den deutschen Charts platziert. In der Schweiz erreichte die Produktion Platz 12 in der Wertung.
Nach großer nationaler Resonanz in Österreich mit den Alben Freier Fall und Soll das wirklich alles sein? wurde 2004 die Positionierung von Christina Stürmer im internationalen deutschsprachigen Raum geplant und vorbereitet. Erster Versuch war die Veröffentlichung der Single Vorbei in Deutschland im November 2004. Stürmer konnte mit dieser Veröffentlichung ihren Erfolg aus Österreich nicht wiederholen. Vorbei erreichte lediglich Platz 83 in den deutschen Single-Charts.
Das Album Schwarz Weiß umfasst überwiegend bereits veröffentlichte Titel, diese wurden teilweise neu überarbeitet und als „2005“-Version gekennzeichnet. Lediglich die Lieder Bist du bei mir? und 4 Jahreszeiten wurden erstmals veröffentlicht. Das Management um Andreas Streit und Bernd Rengelshausen unterstützte den Verkauf des Albums in Deutschland und der Schweiz mit einer weitläufig angelegten Promotion-Kampagne in Presse, Radio und Fernsehen. Im Herbst 2005 konnte Christina Stürmer sich bei einer mit der Veröffentlichung des Albums gekoppelten Tournee auch in Deutschland und in der Schweiz etablieren.

## Musik
Die für das Album überarbeiteten und neu produzierten Titel förderten die internationale Akzeptanz Christina Stürmers. Die Songs wirken insgesamt schneller und instrumental geprägter als auf den beiden früheren Alben. Die Band um Stürmer ist stärker vertreten, und die Musik entwickelt sich mehr in Richtung Deutschrock. Insgesamt gab es mit dieser Veröffentlichung jedoch nicht viel Neues zu hören, eher lässt sich das Album mit einer Compilation der „Best Of“-Songs Christina Stürmers vergleichen.
Der Text von Liebt sie dich so wie ich stammt von Peter und Gaby Wessely.

## Titelliste
| #   | Schwarz Weiß                  |      |
| --- | ----------------------------- | ---- |
| 1.  | Bist du bei mir?              | 3:15 |
| 2.  | Ich lebe (2005)               | 3:20 |
| 3.  | Schwarz Weiß (2005)           | 3:46 |
| 4.  | Engel fliegen einsam (2005)   | 3:11 |
| 5.  | Glücklich                     | 2:56 |
| 6.  | 4 Jahreszeiten                | 4:12 |
| 7.  | Immer an euch geglaubt (2005) | 3:34 |
| 8.  | Mama (Ana Ahabak) (2005)      | 4:00 |
| 9.  | Kind des Universums (2005)    | 4:12 |
| 10. | Vorbei                        | 3:12 |
| 11. | So wie ich bin (2005)         | 3:06 |
| 12. | Liebt sie dich so wie ich?    | 3:25 |
| 13. | Geh nicht wenn du kommst      | 4:04 |

## Singles
- Vorbei – geschrieben von Hanno Bruhn, enthält Elemente des Punkrock.

- Ich lebe – ein Rock-Pop-Song, der Text beschreibt mit mehreren negativ wertenden Begriffen wie Masochist und Alkohol eine ambivalente Beziehung. Einige Wörter aus der Originalversion (Bombe, Terrorist, Front) wurden in der Neuaufnahme ersetzt.
- Engel fliegen einsam – ein Liebeslied mit einer lyrischen Ausdrucksweise. Text und Musik stammen von Hannes Strasser.
- Mama (Ana Ahabak) – ein Anti-Kriegs-Lied aus der Feder von Alexander Kahr und Robert Pfluger, in dem das Leiden von Kindern im Krieg thematisiert wird.
- Immer an euch geglaubt – ein Rock-Pop-Song.

## Rezeption

### Kritiken
- SR 1 Europawelle: „Herausragend ist die Ballade Engel, und auch der Abrechnungssong Vorbei ist ein Knaller. Mit den Songs Ich lebe und Mama ist sie in Österreich schon auf der Eins gewesen – zu Recht. Man spürt, dass Christina viel deutsche Musik, besonders Die Ärzte, hört – der Song Glücklich könnte auch auf einer Farin Urlaub-Solo-CD sein. Und beim Hören von Immer an euch geglaubt sieht man schon das springende Open Air Publikum der Sommerkonzerte von Christina Stürmer vor sich.“[6]

- Benjamin Fuchs, laut.de: „Handwerklich sind die Songs allesamt gut gemacht, da waren natürlich Profis am Werk. Das Soundgewand ist dazu zeitgemäß angeraut, aber nicht zu hart. Originell ist das nicht. Viele Songs klingen wie schon mal anderswo gehört, vielleicht bleiben sie deswegen so gut hängen. Der Titeltrack Schwarz Weiß ist so ein Fall. Oder auch der Anfang von Vorbei, der den ersten Takten von Simon and Garfunkels Mrs. Robinson so ähnelt wie die gemeine Schrippe dem Milchbrötchen. Auch wirkt die Produktion insgesamt recht glatt. Aber so ist es eben, wenn einer Platte die Erfolgsgarantie eingebaut wird.“[7]

- Robert Misik, die tageszeitung: „Christina wer? fragt ihr jetzt. Noch nie gehört? Stürmer (23) ist eine Rockgöre, die auf ihre Art sogar ganz gut ist. Klar, mit den Helden kann sie sich nicht messen. Aber schlechter als Silbermond oder Sportfreunde Stiller ist sie auch nicht – ganz zu schweigen von solchen Wiedergängern ihrer selbst wie Nena. Das ist viel in Österreich, wo man zum heimischen Pop nicht Pop, sondern ‚Austropop‘ sagt, und wo seit dem Tod des legendären Falco im alternativen Mainstream nichts als Brache herrscht. Christina Stürmer ist das Beste im Pop, was Österreich seit Falco hervorbrachte. Sicher: Das spricht nicht für sie. Sondern gegen Österreich.“[8]

### Chartplatzierungen
| ChartsChartplatzierungen | Höchstplatzierung | Wochen |
| ------------------------ | ----------------- | ------ |
| Deutschland (GfK)        | 3 (57 Wo.)        | 57     |
| Schweiz (IFPI)           | 12 (56 Wo.)       | 56     |

| ChartsJahrescharts (2005) | Platzierung |
| ------------------------- | ----------- |
| Deutschland (GfK)         | 14          |
| Schweiz (IFPI)            | 50          |

| ChartsJahrescharts (2006) | Platzierung |
| ------------------------- | ----------- |
| Deutschland (GfK)         | 41          |

### Auszeichnungen für Musikverkäufe
| Land/Region        | Auszeichnungen für Musikverkäufe (Land/Region, Auszeichnung, Verkäufe) | Verkäufe |
| ------------------ | ---------------------------------------------------------------------- | -------- |
| Deutschland (BVMI) | 2× Platin                                                              | 400.000  |
| Schweiz (IFPI)     | Gold                                                                   | 20.000   |
| Insgesamt          | 1× Gold · 2× Platin ·                                                  | 420.000  |